# Samuel Arnold
Samuel Arnold (10. august 1740 – 22. oktober 1802) var en engelsk komponist.
Allerede 1765 opførtes hans opera The maid of mill, der efterfulgtes af en række andre (over 40). Arnold komponerede flere oratorier, satte sig i spidsen for en stor – i øvrigt hverken fuldstændig eller dadelfri – udgave af Händels værker i 36 bind og udgav endelig den fortjenstfulde Samling: Cathedral Music, indeholdende kirkemusik af engelske komponister fra 15. og 16. århundrede. Fra 1789 var Arnold direktør for The Academy of Ancient Music. Som komponist var Arnold flittig og grundig, men uden selvstændig betydning.